# ウィンダム・デスティネーションズ
ウィンダム・デスティネーションズ （Wyndham Destinations ）はTravel + Leisure Co.傘下のバケーション・オーナーシップ (タイムシェア) 事業を運営するアメリカ合衆国の企業である。

## 沿革
- 1989年に北米でポイント制タイムシェアの先駆けとなるWorldMark, The Clubが創業。
- 2000年WorldMark, The Clubの累計オーナー数が100,000人に到達。また同じ年にClub Wyndham South Pacific by Wyndhamが創業。
- 2002年Cendant CorporationがWorldMark, The Clubの親会社であったTrendwent Resorts Inc.を買収。
- 2006年Cendant Corporaitonが4つに分社し、そのうちの1社であるTrendwest Inc.がWyndham Worldwideに改称しニューヨーク証券取引所に上場。
- 2015年アジアで初のバケーションオーナーシップ型クラブである、CLUB WYNDHAM® Asiaが設立。
- 2018年Wyndham Worldwideはホテルとリゾート部門の株式分配を完了し、Wyndham Destinationsを設立。
- 2021年Wyndham Destinationsは旅行関連雑誌ブランドであるTravel＋Leisureを買収し社名をTravel＋Leisure Co.に改め、ニューヨーク証券取引所に再上場。それに伴いWyndham DestinationはTravel＋Leisure Co.のバケーションオーナーシップ(タイムシェア)事業を運営する企業となる。

## 日本法人
ウィンダム・デスティネーションズ・ジャパン株式会社 (本社:東京都千代田区市ヶ谷) は、ウィンダム・デスティネーションズの日本法人である。
2019年11月に会員制リゾートクラブであるSundance Resort Club(サンダンスリゾートクラブ)の運営、及びポイント権を販売していた株式会社リゾートフロンティアの株式を取得し、社名をウィンダム・デスティネーションズ・ジャパン株式会社に商号変更をした。
日本での事業
ウィンダム・デスティネーションズ・ジャパンの事業は、バケーションオーナーシップの販売、ウィンダム・ブランドのホテルの運営などである。